# Tettscheid

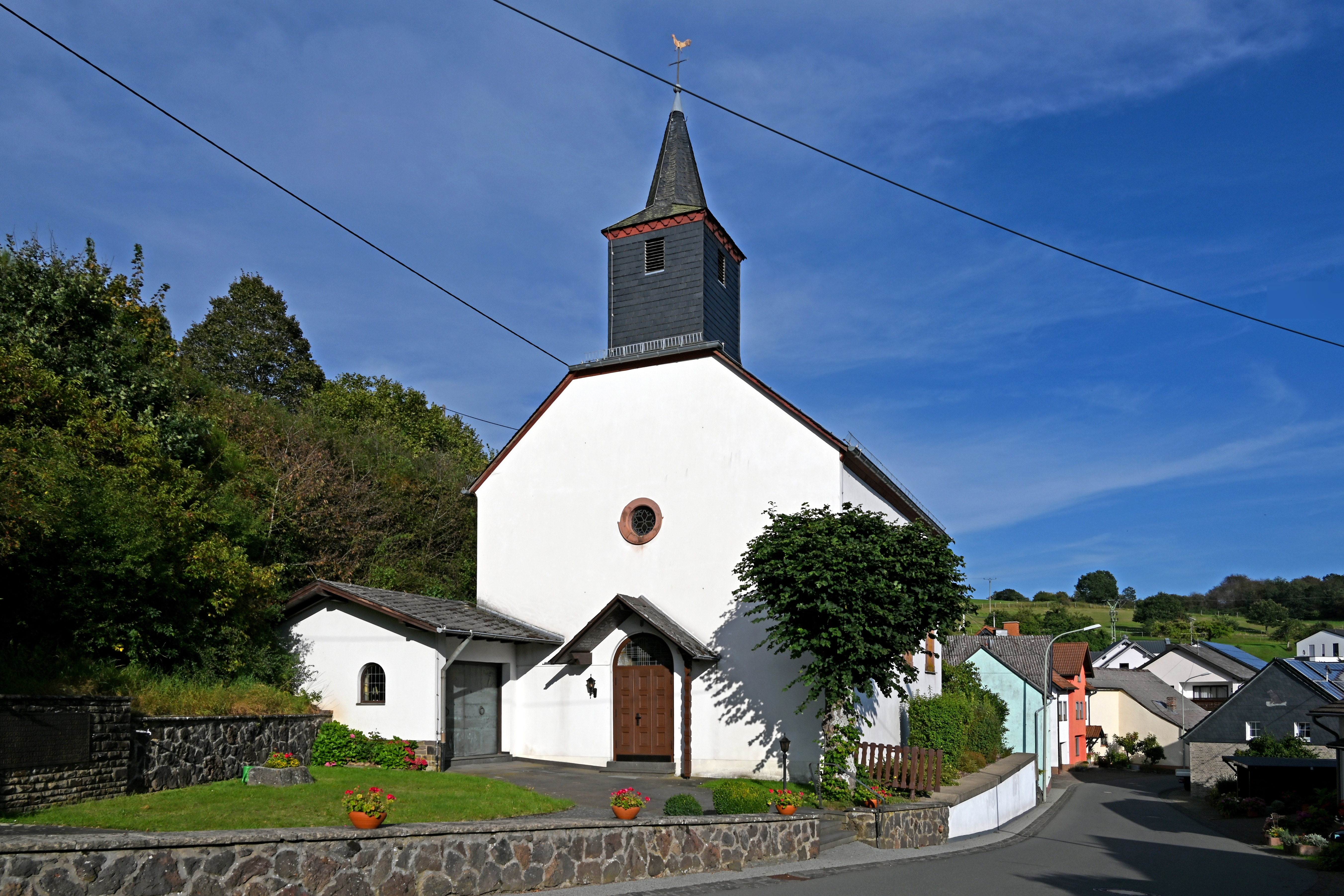
St. Jodocus, Westseite, Im Dorf 1

Tettscheid ist ein Ortsteil (Ortsbezirk) von Üdersdorf in der zentralen Vulkaneifel im Landkreis Vulkaneifel in Rheinland-Pfalz.

## Geographie
Der Ort liegt in der Nähe der Lieser in einer von Hügeln und Wäldern geprägten Naturlandschaft.
Die Nachbarorte von Tettscheid sind im Norden der zweite Ortsbezirk Üdersdorf-Trittscheid sowie im Südosten Brockscheid.
Zum Ortsbezirk Tettscheid gehören auch die Wohnplätze Birkenhof und Waldhof.

## Geschichte
Tettscheid wurde erstmals 1148 als Texscithe urkundlich erwähnt.
Im Jahr 1353 übernahm das Kurfürstentum Trier die Kontrolle über die Region. Tettscheid bestand 1563 aus sieben Haushaltungen.
Das Linke Rheinufer wurde 1794 im ersten Koalitionskrieg von französischen Revolutionstruppen besetzt. Von 1798 bis 1814 gehörte Tettscheid zum Saardepartement, Mairie Üdersdorf.
Auf dem Wiener Kongress (1815) kam die Region an das Königreich Preußen, Tettscheid wurde 1816 dem neu errichteten Kreis Daun im Regierungsbezirk Trier zugeordnet und von der Bürgermeisterei Üdersdorf verwaltet.
Die 1743 errichtete und mehrfach renovierte Kapelle zu Ehren des heiligen Jodokus musste 1900 wegen Baufälligkeit abgerissen werden. In den Jahren 1903/04 wurde ein Neubau errichtet, der am 9. Februar 1905 eingesegnet wurde.
Ab 1902 wurde in Tettscheid eine eigene Schule gebaut, in der erstmals am 2. November 1903 ein Unterricht stattfand.
Am 1. Januar 1971 wurde die bis dahin selbstständige Ortsgemeinde Tettscheid mit zu diesem Zeitpunkt 132 Einwohnern nach Üdersdorf eingemeindet.

## Politik
Der Ortsteil Tettscheid ist einer von zwei Ortsbezirken der Ortsgemeinde Üdersdorf. Er wird politisch von einer Ortsvorsteherin vertreten.
Michaela Michels wurde am 28. August 2019 Ortsvorsteherin von Tettscheid. Da bei der Direktwahl am 26. Mai 2019 kein Bewerber angetreten war, oblag die Neuwahl gemäß Gemeindeordnung dem Gemeinderat. In seiner konstituierenden Sitzung wählte er Michels für fünf Jahre ins Amt.

## Kultur und Sehenswürdigkeiten

### Bauwerke
In der Denkmalliste des Landes Rheinland-Pfalz (Stand: 2023) sind folgende Kulturdenkmäler genannt:
- Katholische Filialkirche St. Jodocus, ein Saalbau von 1904, Im Dorf 1

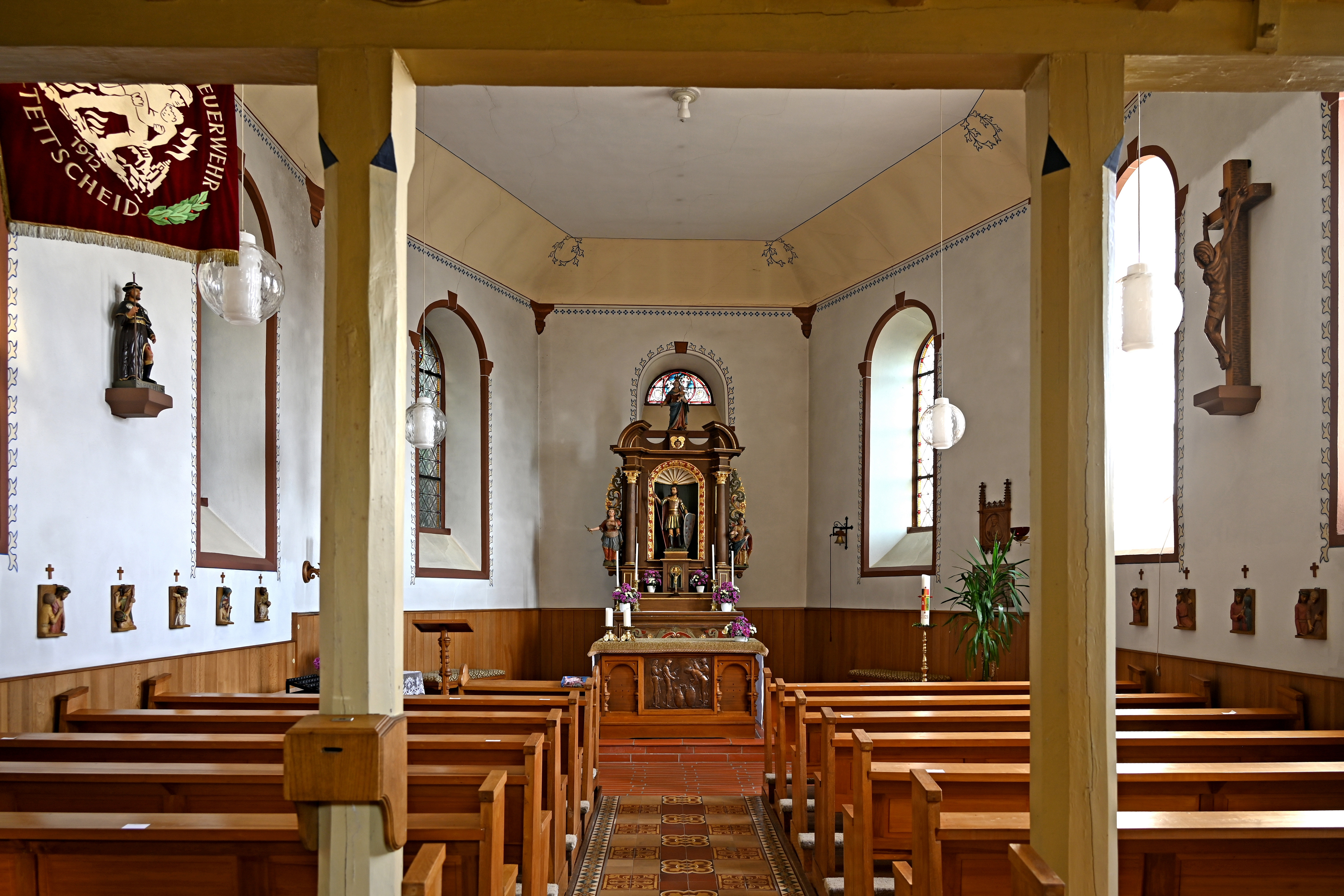
St. Jodocus, Innenraum
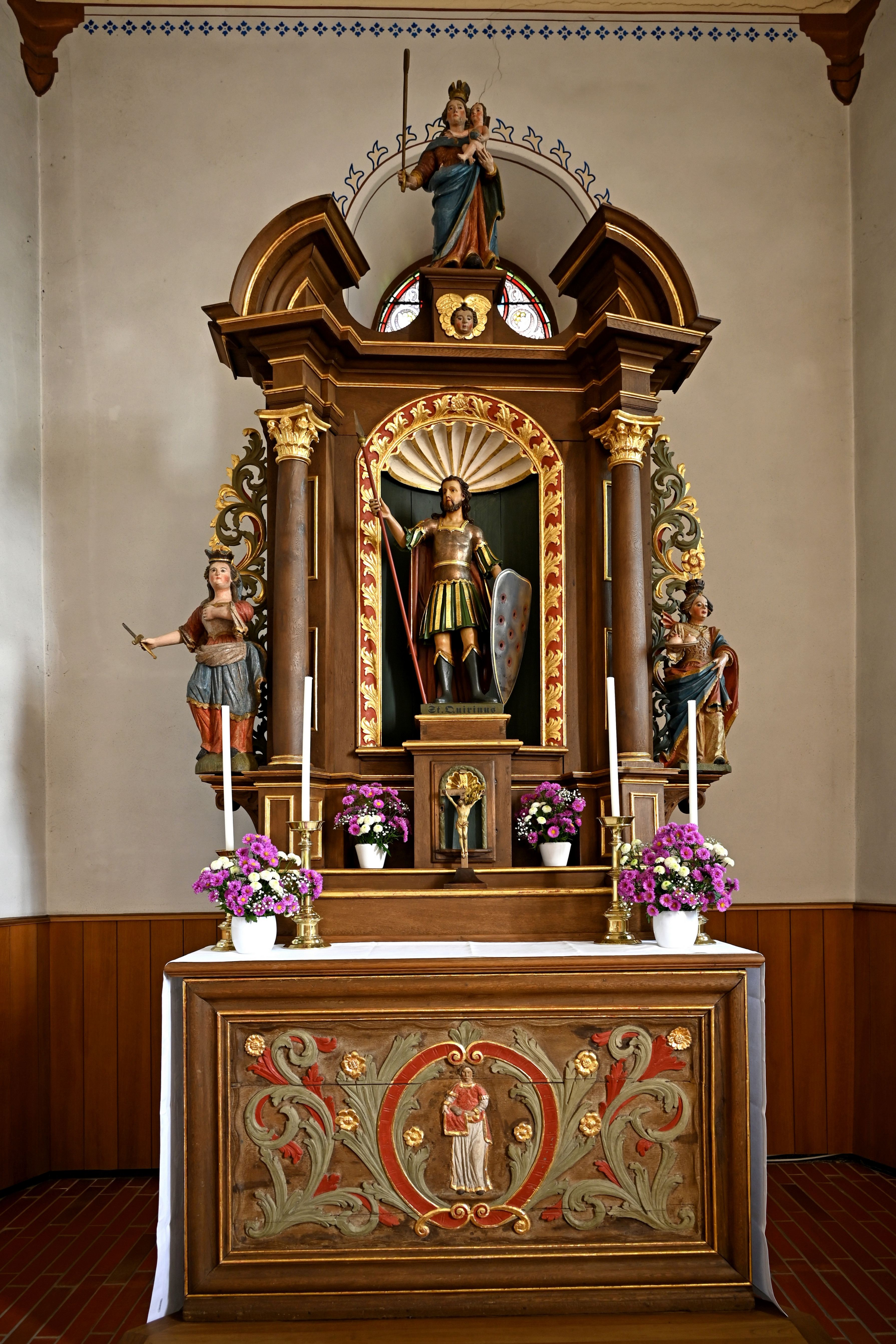
Barockaltar
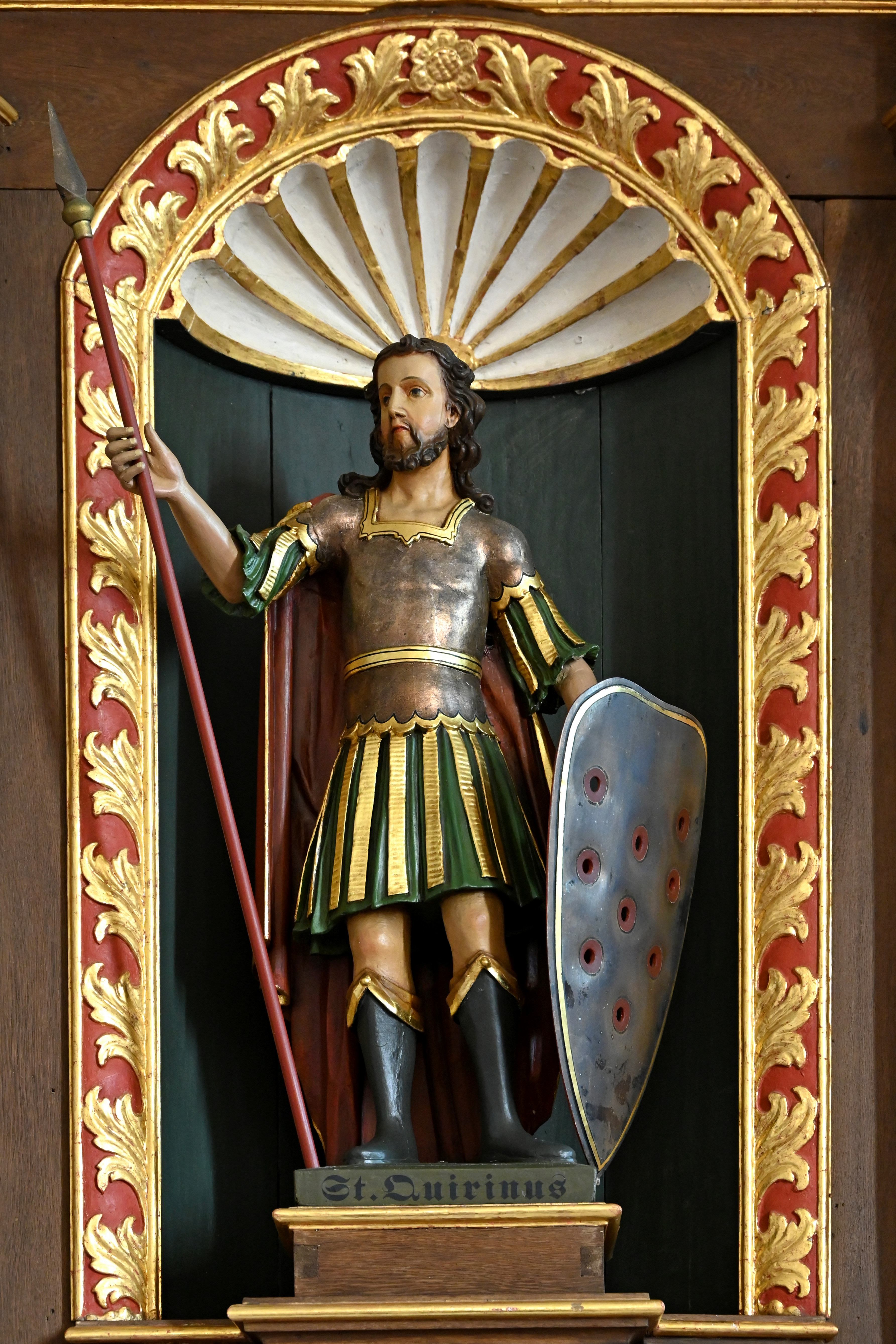
Statue St. Quirinus
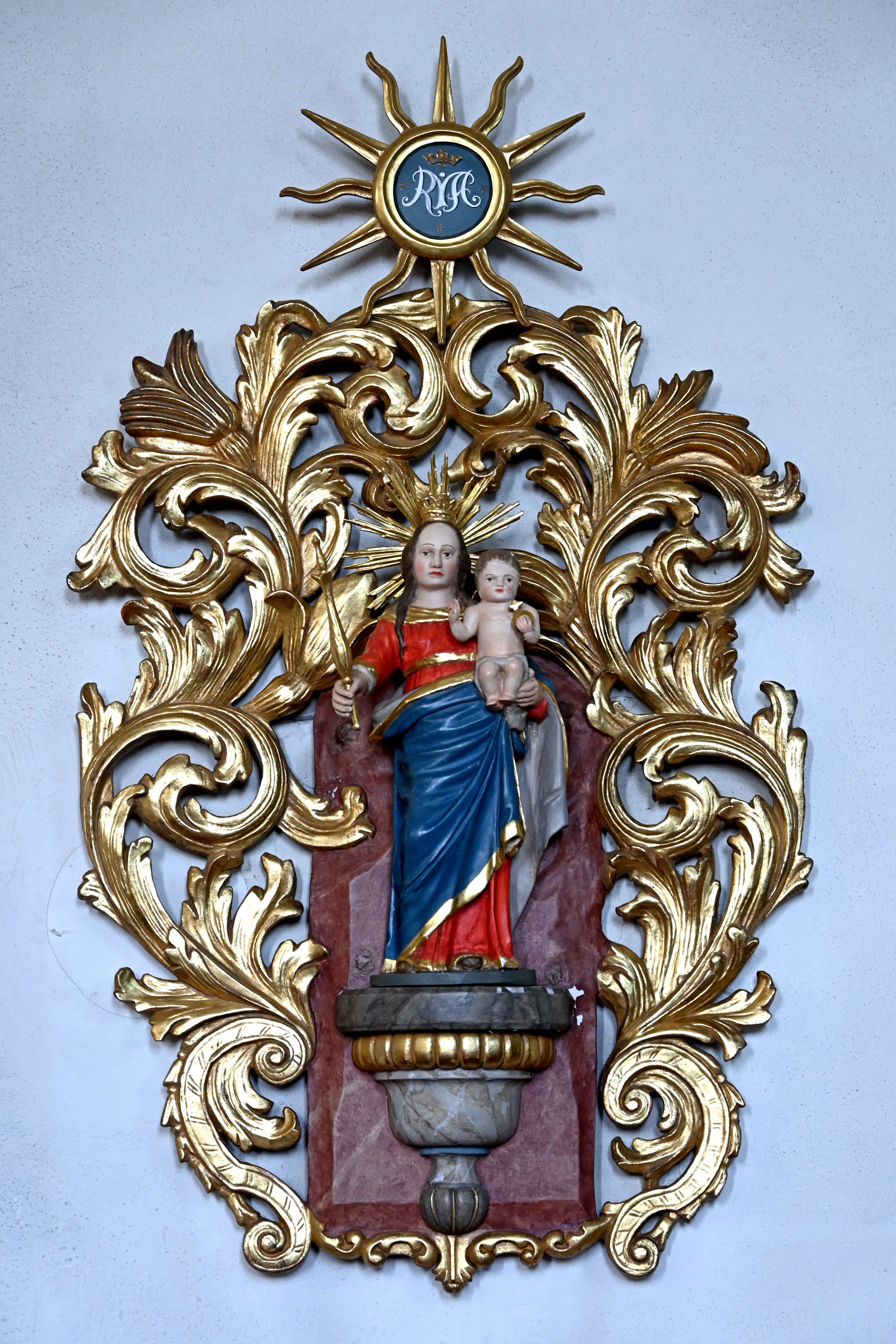
Marienstatue mit Kind
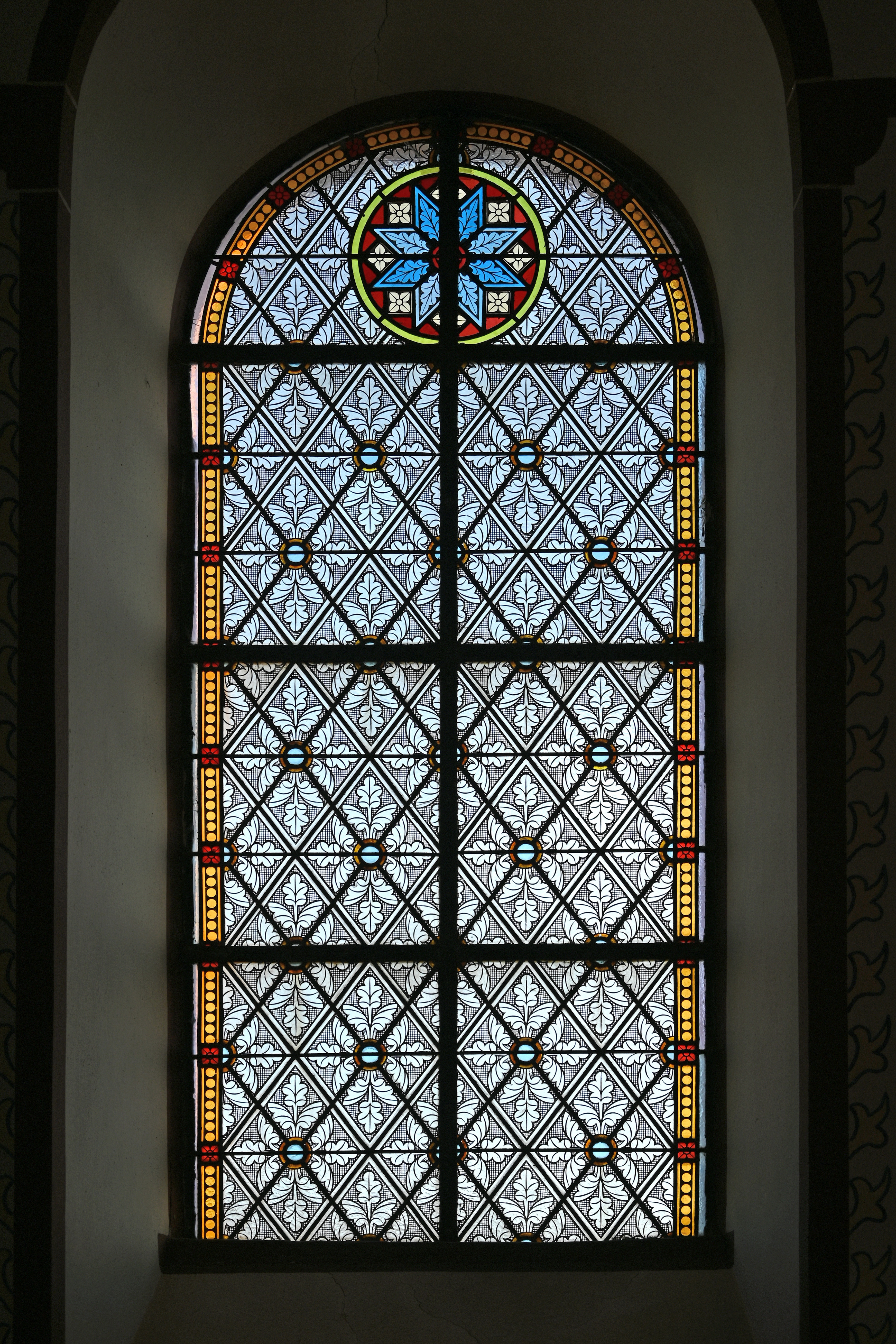
Chorfenster um 1905

- Wohnhaus (Bauform: Streckhof) von 1801, Im Dorf 16

### Regelmäßige Veranstaltungen
Am ersten Maisonntag wird in Tettscheid die Kirmes gefeiert.
Alle zwei Jahre (ungerade Jahreszahlen) veranstaltet der 2007 gegründete Verein Traktorfreunde Tettscheid e. V., der sich dem Erhalt alter Traktoren und der Brauchtumspflege verschrieben hat, ein „Traktor- und Dorffest“.

## Wirtschaft und Infrastruktur
Tettscheid wird lediglich von der Kreisstraße K 13 an die Landesstraße L 65 angebunden. Da die Straße nicht weiterführt, gibt es praktisch keinen Durchgangsverkehr.